# Бурджасот
Бурджасот, Бурхасот (валенс. Burjassot (офіційна назва), ісп. Burjasot) — муніципалітет в Іспанії, у складі автономної спільноти Валенсія, у провінції Валенсія. Населення — 38 170 осіб (2010).

## Географія
Муніципалітет розташований на відстані близько 300 км на схід від Мадрида, 3 км на північний захід від Валенсії.

## Демографія
Динаміка населення (INE ):

## Уродженці
- Мігель Альфонсо Герреро (* 1988) — іспанський футболіст,
- Серхіо Мартінес Бальєстерос (*1975) — іспанський футболіст, захисник.

## Галерея зображень

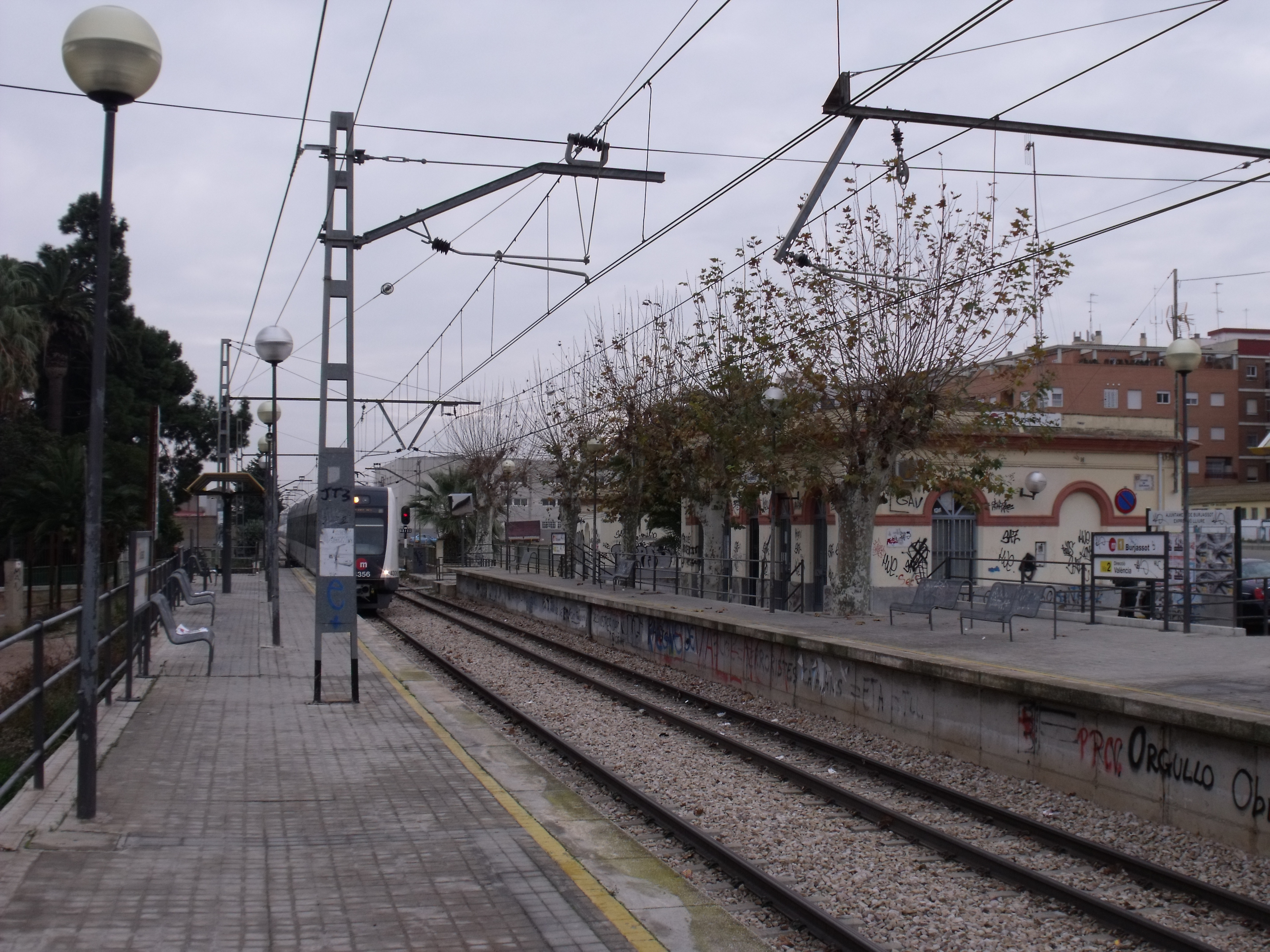
Вокзал у Бурджасоті
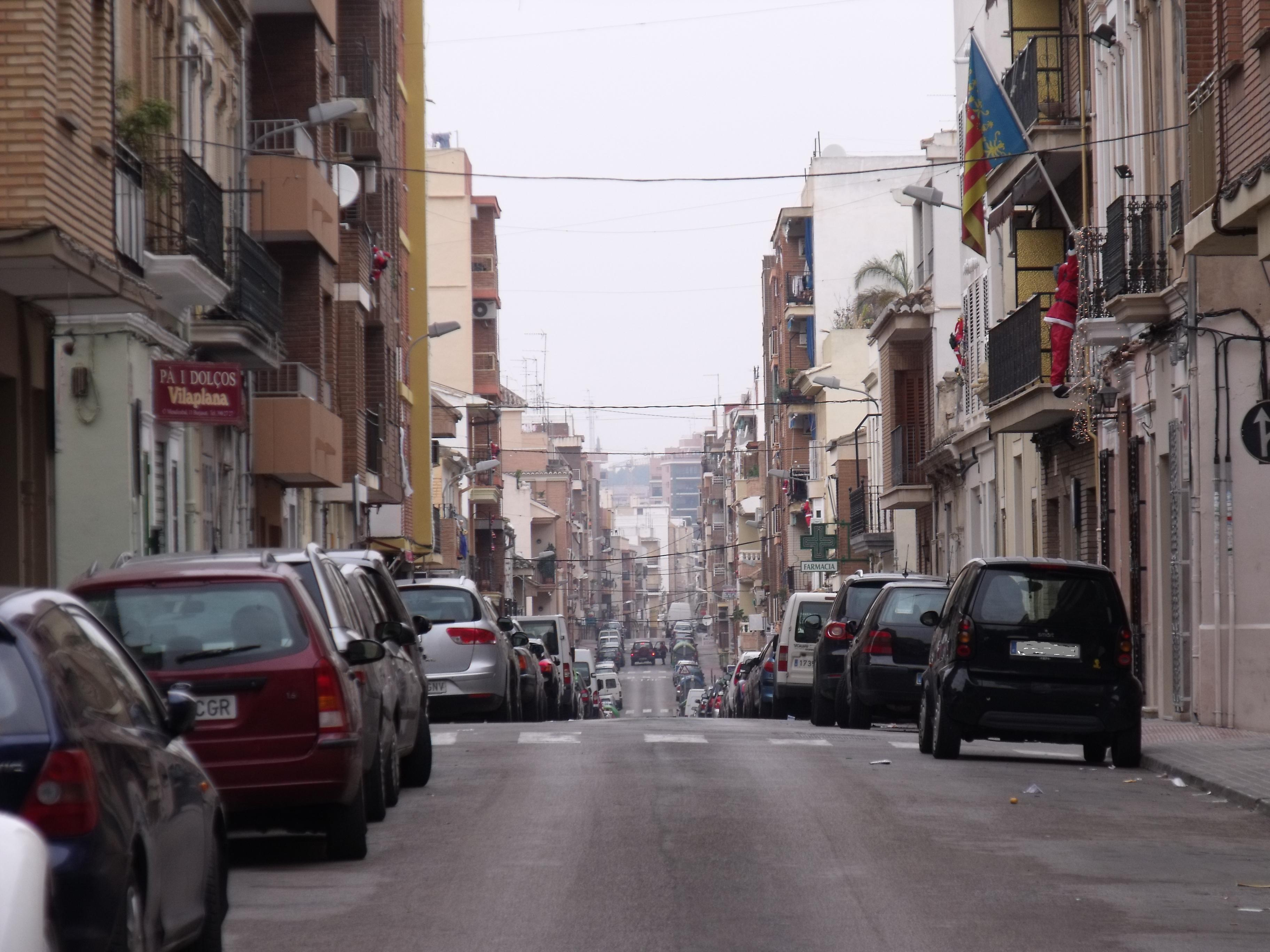
Вулиця Мендісабаль
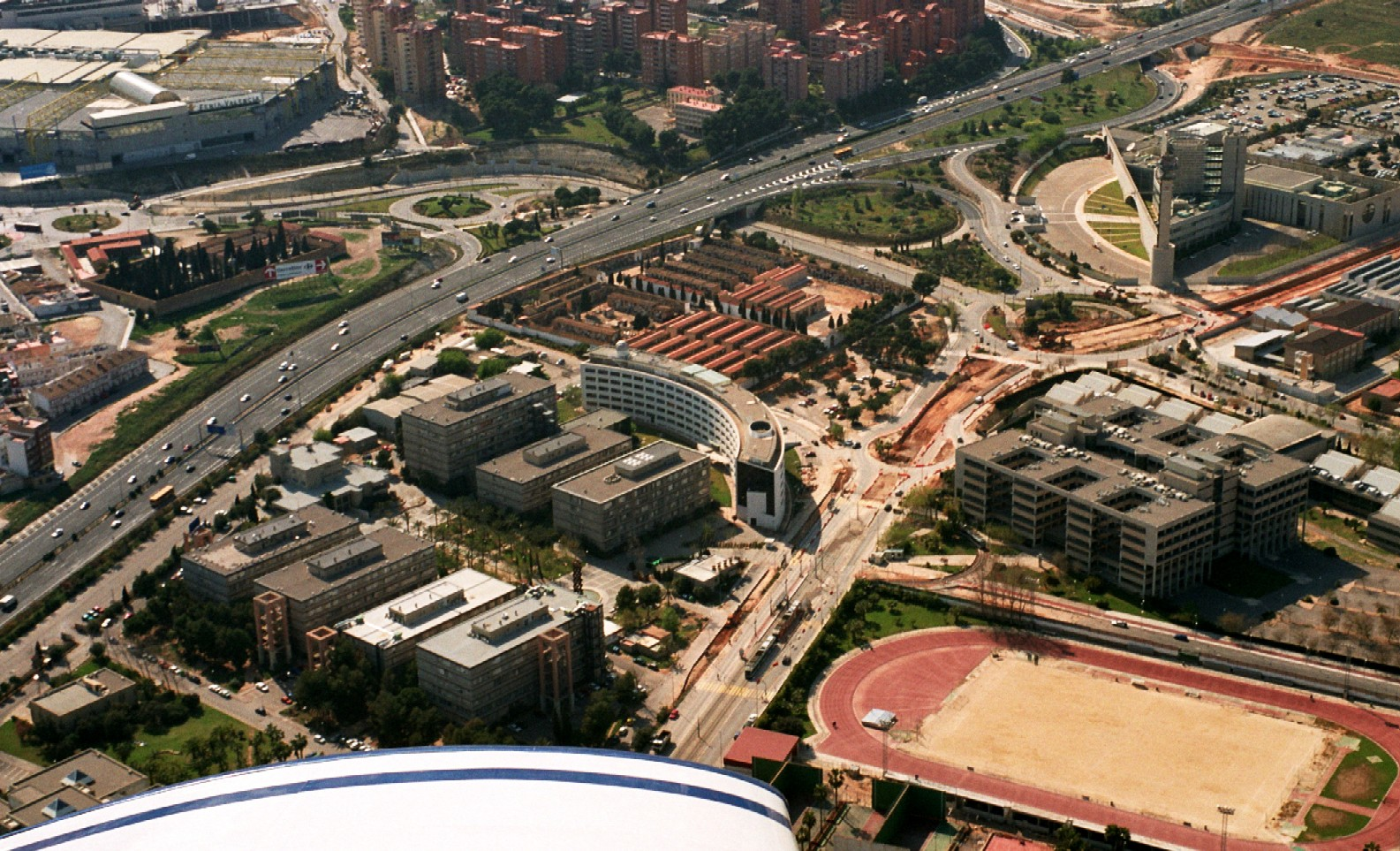
Університетський кампус
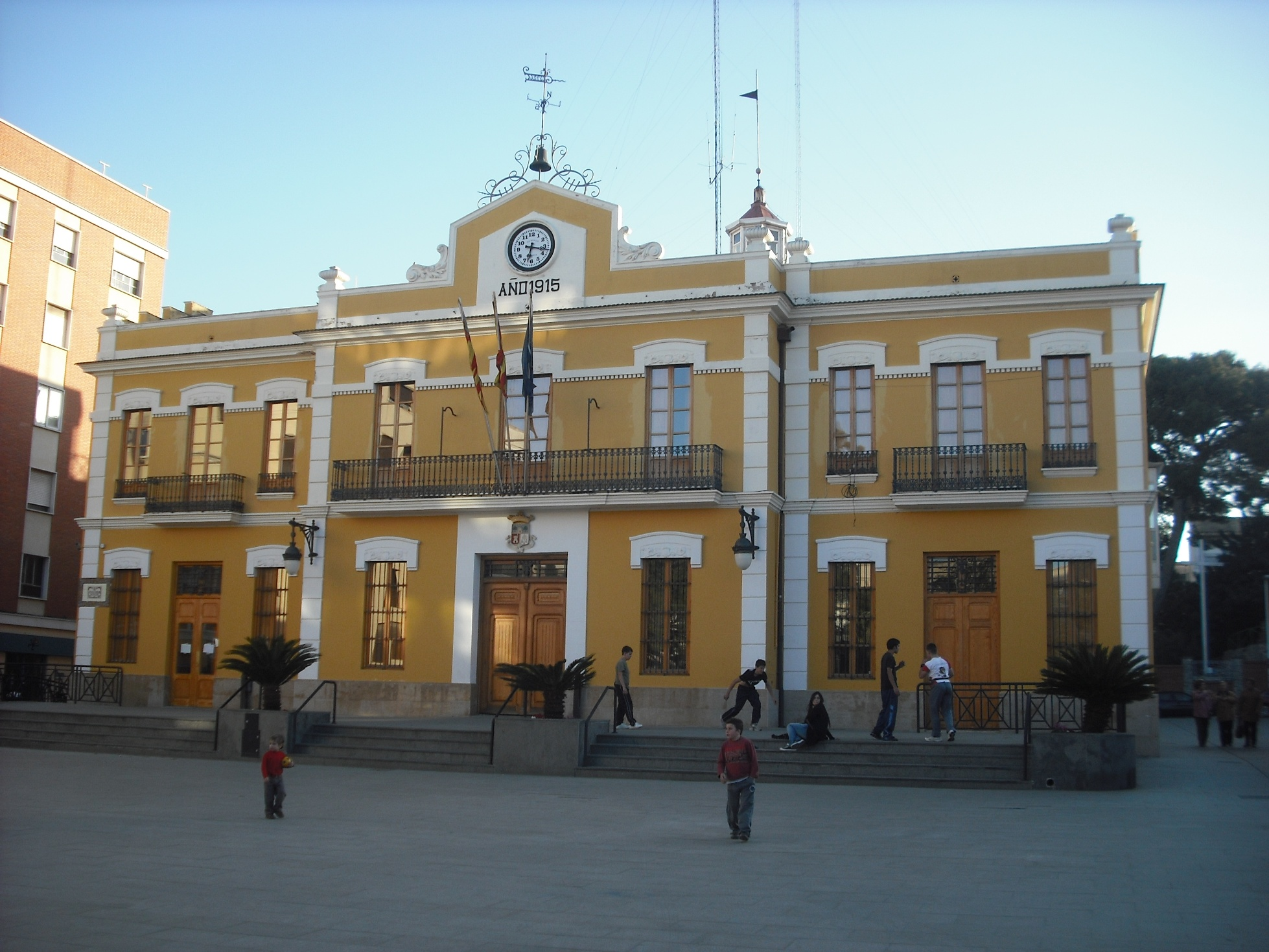
Муніципальна рада (1915)
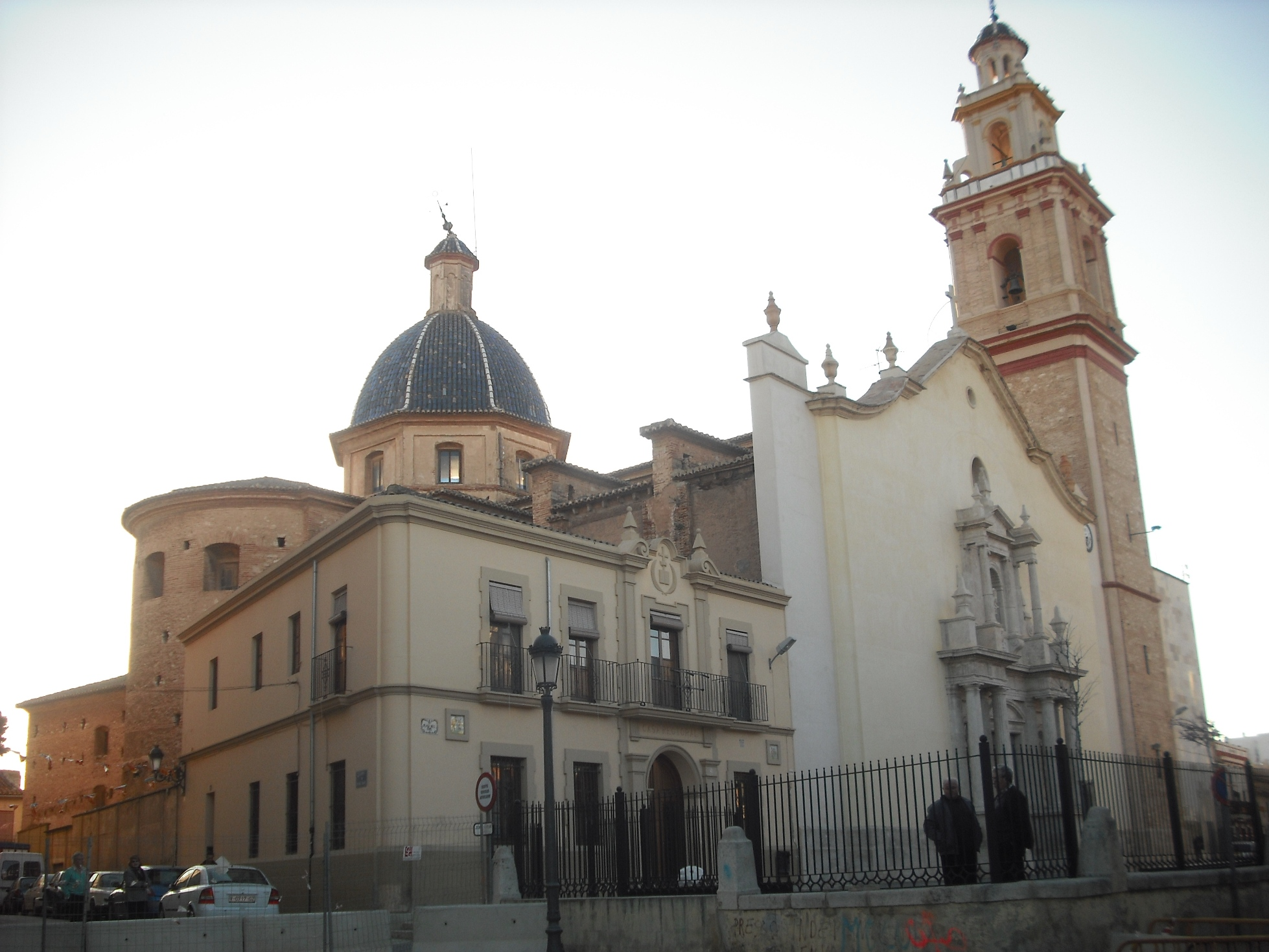
Церква Сан-Мігель
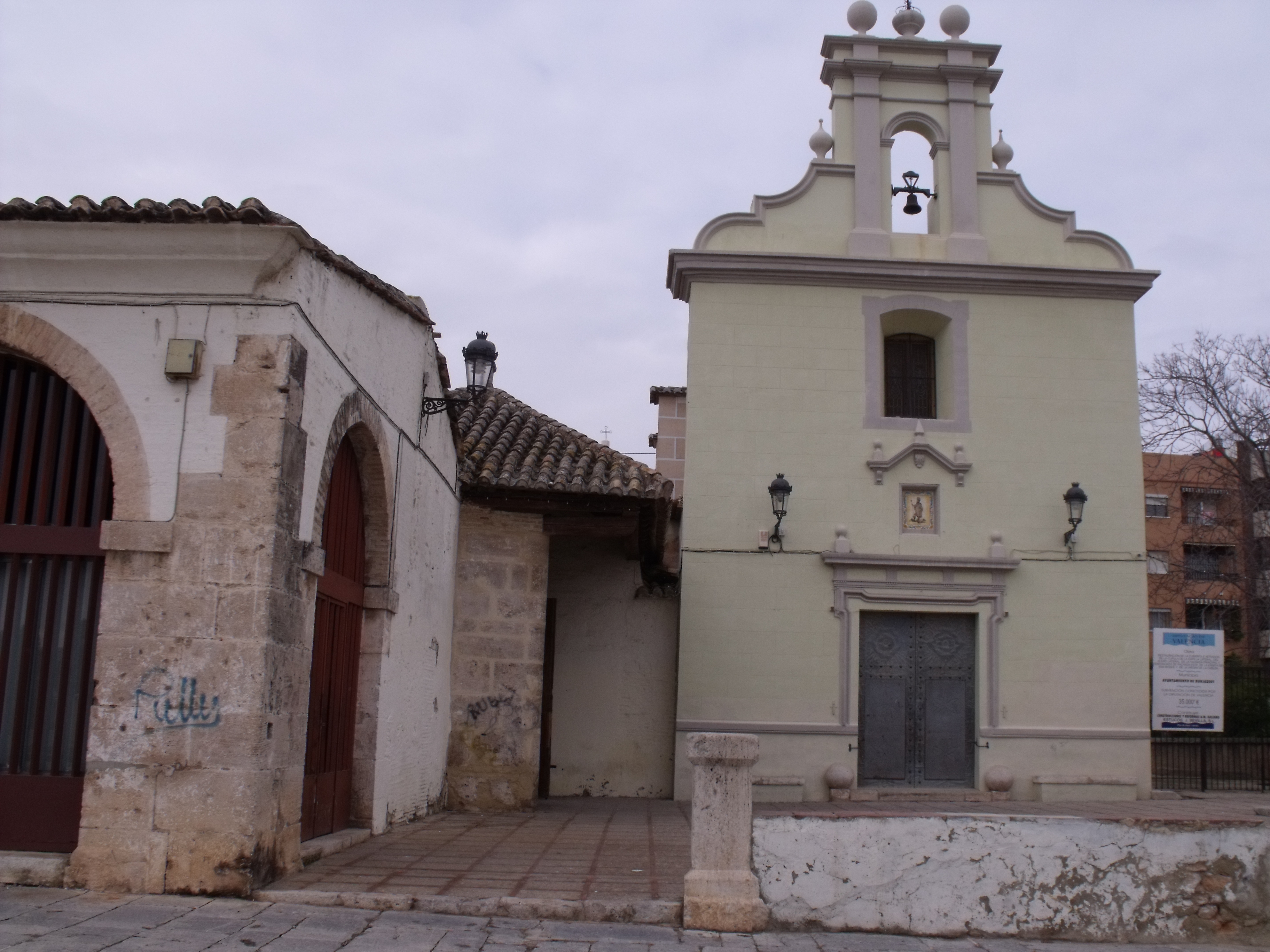
Каплиця Сан-Роке